# Teatrino di corte (Monza)
Il teatrino di corte è un teatro di Monza, nel complesso della Villa Reale.

## Storia

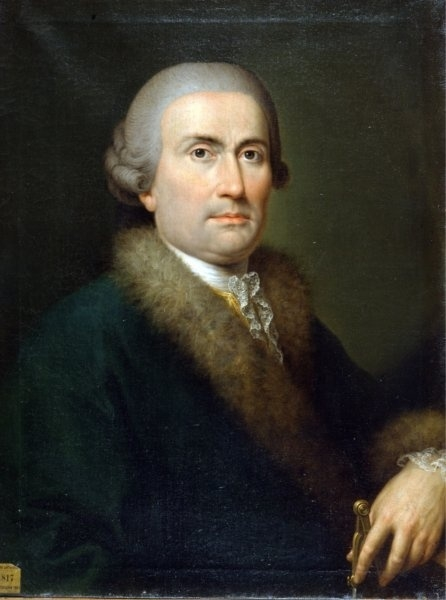
Giuseppe Piermarini, l'architetto della Villa, ritratto realizzato da Martin Knoller nella seconda metà del Settecento, esposto al Museo teatrale alla Scala di Milano

Il progetto del Piermarini per il complesso della Villa arciducale di Monza (XVIII secolo) non prevedeva un teatro di corte, forse per timore di quei frequenti incendi che avevano già distrutto il vecchio "Teatro Arciducale" nel Palazzo di Milano. Già a Milano infatti si era deciso di costruire un teatro separato dal palazzo, il Teatro alla Scala. Anche a Monza si decise quindi di costruire un teatro separato dalla Reggia, progettato dall'architetto Piermarini, che fu realizzato nel 1778 sull'allora piazza del Mercato e che fu subito soprannominato "La Piccola Scala". L'edificio, che si trovava in corrispondenza dell'attuale Agenzie dell'entrate in via Antonio Passerini, fu comunque distrutto da un incendio nel 1802.
Fu solo con l'avvento del napoleonico Regno d'Italia che, nel 1807, iniziarono i lavori per un teatrino all'interno del complesso della Villa Reale per volere del viceré Eugenio di Beauharnais e soprattutto della moglie Augusta di Baviera. Il primo spettacolo avvenne il 3 agosto 1808 in occasione dell'onomastico della Viceregina.
Alla chiusura della Reggia dopo l'assassinio del re Umberto I, il teatrino fu usato come magazzino; fu poi utilizzato in occasione delle Biennali d'arte di Monza nel secondo decennio del XX secolo.
Dopo i restauri, la sala del teatrino è tuttora utilizzata per concerti, balletti e conferenze.

## Descrizione

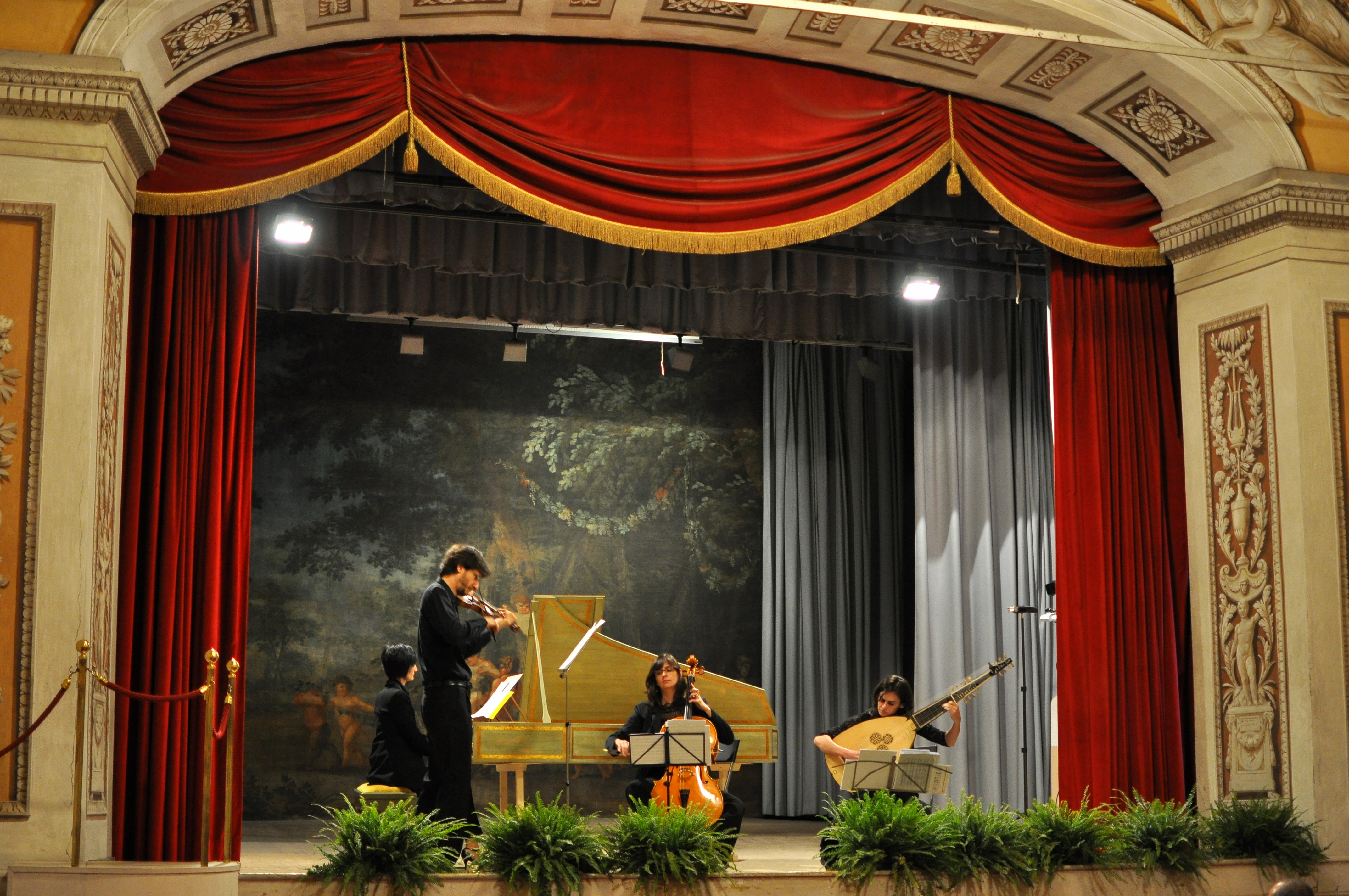
L'interno

Luigi Canonica fu incaricato del progetto, con il compito di realizzare un teatro di rappresentanza in un piccolo spazio. L'ambiente a disposizione era quello adibito in origine alle cucine della reggia. Il teatro fu dunque ricavato in un ambiente a pianta rettangolare, con un semplice palcoscenico centrale sopraelevato rispetto al piano della sala. Nel lato opposto al palcoscenico, è situato il palco reale e la balconata. Le pareti e il palchetto reale sono interamente affrescate con motivi di stile neoclassico.
La qualità dell'acustica è garantita dalla controsoffittatura in legno intonacato che funge da cassa di risonanza. Le pareti all'intorno furono delicatamente affrescate con decorazioni floreali, maschere e strumenti musicali da Giovanni Perego mentre il fondale di tela, una scena boschiva di Bacco fanciullo a cavallo di una capretta, fu dipinto da Andrea Appiani. Sotto il palcoscenico, sopraelevato per offrire agli spettatori la migliore visibilità, sono tuttora conservati i meccanismi originali per il cambio delle scene.